# Bretteville-Saint-Laurent

Bretteville-Saint-Laurent este o comună în departamentul Seine-Maritime, Franța. În 1 ianuarie 2022 avea o populație de 164 de locuitori.